# AG 16 (ubåt, 1916)
AG 16 (tidigare AG 13) var en rysk ubåt av Holland 602GF/602L-typ (AG = Amerikanskij Golland) som tjänstgjorde i den Finska viken under det första världskriget. 
Under det första världskriget opererade ryska och brittiska ubåtar från baser i Finland. De ryska ubåtarna av Holland -typ (AG 11, AG 12, AG 15 och AG 16) borrades i sank den 3 april i hamnen i Hangö, strax innan tyskarna landsteg där. Dessa ubåtar hade bra sjöegenskaper och var lätta att sköta. AG 16 hade tidigare burit namnet AG 13, men de vidskepliga ryssarna döpte om fartyget i juli 1917. När de tyska trupperna närmade sig Helsingfors gick den brittiska ubåtseskadern ut och borrade sina ubåtar i sank utanför staden den 4 april 1918. Eskadern bestod av ubåtarna E 1, E 8, E 9, E 19, C 26, C 27 och C 35. De brittiska besättningarna kunde återvända till Storbritannien viaa Murmansk.
Två av ubåtarna, AG 12 och AG 16, tycktes vara relativt lätt skadade och man beslutade från finländskt håll att bärga dem och iståndsätta dem. Efter bärgningen fördes AG 12 till Åbo och AG 16 till Helsingfors. AG 12 konstaterades dock vara ett hopplöst fall och skrotades snart efter bärgningen, men man sände ut förfrågningar till Tyskland och till Electric Boat Co. angående AG 16. Den senare var så kostsam att enbart det tyska alternativet kvarstod. Tyska experter utvärderade AG 16 och gav sin uppfattning om reparationskostnaderna. Den finländska regeringen kom dock aldrig att ge medel för reparationen eftersom det fanns så mycket annat som den unga nationen måste bekosta. Reparationen av ubåten skulle bli dyr och inget båtvarv vågade garantera att reparationen skulle bli lyckad. Ubåten kom att stå uppe på land fram tills 1929 när man slutligen beslöt att skrota den i och med att det nya flottprogrammet godkänts, vilken även inkluderade nya ubåtar.
Vid repareringen hade man tänkt att bl.a. ändra bestyckningen till: 1 × 75mm, 1 × lv-kanon, 2 × ksp.